# Großer Wochowsee
Der Große Wochowsee ist ein See im Landkreis Oder-Spree in der Stadt Storkow. Er liegt am Ortsteil Wochowsee, gehört zum Naturpark Dahme-Heideseen und ist Bestandteil der Groß Schauener Seenkette, sowie Teil von Sielmanns Naturlandschaft Groß Schauener Seen.

## Geografie
Der Große Wochowsee befindet sich zwischen dem Großen Schauener See im Norden und dem Großen Selchower See im Süden.

Der Ortsteil Wochowsee befindet sich am östlichen Ufer und ist der Namensgeber des Sees.

## Tourismus
Am westlichen Ufer des Sees befindet sich ein Aussichtsturm, welcher vom Ortsteil Selchow aus erreicht werden kann.

Der in der Nähe des westlichen Ufers gelegene Reiterhof, gehört zum Ortsteil Wochowsee.

In speziellen Bereichen des Sees ist das Angeln erlaubt.